# Liste der Kulturdenkmäler in Burglesum
In der Liste der Kulturdenkmäler in Burglesum sind alle Kulturdenkmäler des Bremer Stadtteils Burglesum aufgelistet.
Grundlage ist die vom Landesamt für Denkmalpflege Bremen (LfD) veröffentlichte Landesdenkmalliste. Die amtlichen Daten wurden direkt aus einem Export der Denkmaldatenbank beim LfD 
mit dem Stand von Juli 2025 übernommen.

## Hinweise
Weitere Erläuterungen zum Aufbau dieser Liste und zu ihrem Inhalt bietet die Seite Inhalte der Tabellen.
Die anklickbare Karte rechts leitet zu den Listen der anderen Stadtteile. Auf der Übersichtsseite befindet sich eine größere Karte.
Wichtig für Autoren:  Links zu Artikeln oder Architekten sowie Bilder oder Koordinaten der Objekte auch/nur in die Ergänzungsliste eintragen, da die Tabelle mittels Datentechnik erstellt wird. Änderungen in der Tabelle von Hand werden sonst beim nächsten Update überschrieben.
|  | Mit dem Bremer Express-Upload können Bilder mit automatischer Zuordnung zu den Objekten auf Commons hochgeladen werden. Bitte dazu auf das Kamera-Symbol in der jeweiligen Tabellenzeile klicken. Eine Kurzinformation bietet diese Projektseite. |

## Denkmalliste Burglesum
| Objekt | Typ                                                                                      | Baujahr                                        | Architekt/Künstler | Adresse | Koordinaten Wikidata | Art? | Objekt-Nr.? | Bild |
| --- | ---------------------------------------------------------------------------------------- | ---------------------------------------------- | --- | --- | -------------------- | ---- | ----------- | ---- |
| Knoops Park, Gut Mühlenthal, Waldpark Mühlenthal                                                                             | Park, Landhaus, Hofmeierhaus, Wohnhaus                                                   | 1868–1871, 1933                                | Benque, Wilhelm Roselius, Christian Roselius, Christian / Lüthke, Hermann                                                                   | Auf dem Hohen Ufer 10, 32, 35, 35A, 40, 44 Admiral-Brommy-Weg .. Am Kapellenberg 1, 1A, 1B, 1C, 3, 3A, 5, 7 Raschenkampsweg .. | Lage Q1273451        | DG   | 0479        |      |
| Heinrichsburg, Haus Lesmona                                                                                                  | Wohnhaus, Villa, Atelier                                                                 | um 1814 1862 1983                              | | Am Kapellenberg 5 | Lage Q1590310        | ED   | 1249        |      |
| Torhaus Schloss Mühlental | Pförtnerhaus, Wohnhaus                                                                   | 1868–1871                                      | Runge, Gustav Benque, Wilhelm | Auf dem Hohen Ufer 10 | Lage Q32859603       | ED   | 1271        |      |
| Torhaus Schloss Mühlental | Gärtnerhaus, Wohnhaus                                                                    | 1868–1871                                      | Runge, Gustav Benque, Wilhelm | Auf dem Hohen Ufer 32 | Lage Q32859617       | ED   | 1272        |      |
| Haus Kränholm | Remise                                                                                   | 1896–1897 1971                                 | Gildemeister und Sunkel | Auf dem Hohen Ufer 35A | Lage Q41530820       | BT   | 1883        |      |
| Haus Tillery | Gärtnerhaus, Wohnhaus                                                                    | um 1870                                        | | Auf dem Hohen Ufer 35 | Lage Q41530838       | BT   | 1884        |      |
| Hofmeierhaus Lesmona | Hofmeierhaus                                                                             | um 1905                                        | | Am Kapellenberg 7, 7A, 7B | Lage Q41530852       | BT   | 1885        |      |
| Nebengebäude der Albrechtsburg                                                                                               | Hofmeierhaus, Pförtnerhaus, Stallung, Wasserturm, Wohnhaus                               | um 1882                                        | | Auf dem Hohen Ufer 40, 44 | Lage Q32885259       | DG   | 1273        |      |
| Hofmeierhaus und Wasserturm der Albrechtsburg                                                                                | Hofmeierhaus, Pförtnerhaus, Stallung, Wasserturm, Wohnhaus                               | um 1882                                        | | Auf dem Hohen Ufer 40 | Lage Q41530500       | BT   | 1504        |      |
| Nebengebäude der Albrechtsburg                                                                                               | Wohnhaus                                                                                 | um 1882                                        | | Auf dem Hohen Ufer 44 | Lage Q41530513       | BT   | 1505        |      |
| Landhaus Wolde, Villa Schotteck                                                                                              | Landhaus, Hofmeierhaus, Wohnheim                                                         | 1891–1894 1910–1911                            | Reimer, Konrad / Körte, Friedrich Bummerstedt, Christian Benque, Wilhelm Schröder, Rudolf Alexander Schneider und Hanau                     | Am Kapellenberg 1, 1A, 1B, 1C, 3, 3A Admiral-Brommy-Weg, Auf dem Hohen Ufer                                                    | Lage Q41436881       | GA   | 1805        |      |
| Landhaus Wolde, Villa Schotteck                                                                                              | Wohnhaus, Landhaus, Wohnheim                                                             | 1891–1894 1910–1911                            | Reimer, Konrad / Körte, Friedrich Bummerstedt, Christian Benque, Wilhelm Roselius, Christian Schröder, Rudolf Alexander Schneider und Hanau | Am Kapellenberg 3, 3A Admiral-Brommy-Weg, Auf dem Hohen Ufer                                                                   | Lage Q41530469       | ED   | 1275        |      |
| Hofmeierhaus Haus Schotteck                                                                                                  | Hofmeierhaus                                                                             | 1891–1894                                      | Bummerstedt, Christian | Am Kapellenberg 1, 1A, 1B, 1C                                                                                                  | Lage Q41530528       | BT   | 1806        |      |
| Lehnhofsiedlung | Wohnhausgruppe                                                                           | 1950–1951                                      | Gildemeister, Eberhard | Am Lehnhof 1, 2, 3, 4, 5, 6, 7, 7a, 8, 9, 10, 11, 12, 13 Eichenhof 13                                                          | Lage Q1813264        | DG   | 1241        |      |
| Lehnhofsiedlung | Wohnhaus                                                                                 | 1950–1951                                      | Gildemeister, Eberhard | Am Lehnhof 1 | Lage Q41530205       | ED   | 1250        |      |
| Lehnhofsiedlung | Wohnhaus                                                                                 | 1950–1951                                      | Gildemeister, Eberhard | Am Lehnhof 2 | Lage Q41530219       | ED   | 1251        |      |
| Lehnhofsiedlung | Wohnhaus                                                                                 | 1950–1951                                      | Gildemeister, Eberhard | Am Lehnhof 3 | Lage Q41530231       | ED   | 1252        |      |
| Lehnhofsiedlung | Wohnhaus                                                                                 | 1950–1951                                      | Gildemeister, Eberhard | Am Lehnhof 4 | Lage Q41530242       | ED   | 1253        |      |
| Lehnhofsiedlung | Wohnhaus                                                                                 | 1950–1951                                      | Gildemeister, Eberhard | Am Lehnhof 5 | Lage Q41530256       | ED   | 1254        |      |
| Lehnhofsiedlung | Wohnhaus                                                                                 | 1950–1951                                      | Gildemeister, Eberhard | Am Lehnhof 6 | Lage Q41530304       | ED   | 1255        |      |
| Lehnhofsiedlung | Wohnhaus                                                                                 | 1950–1951                                      | Gildemeister, Eberhard | Am Lehnhof 7 | Lage Q41530317       | ED   | 1256        |      |
| Lehnhofsiedlung | Wohnhaus                                                                                 | 1950–1951                                      | Gildemeister, Eberhard | Am Lehnhof 7A | Lage Q41530331       | ED   | 1257        |      |
| Lehnhofsiedlung | Wohnhaus                                                                                 | 1950–1951                                      | Gildemeister, Eberhard | Am Lehnhof 8 | Lage Q41530343       | ED   | 1258        |      |
| Lehnhofsiedlung | Wohnhaus                                                                                 | 1950–1951                                      | Gildemeister, Eberhard | Am Lehnhof 9 | Lage Q41530360       | ED   | 1259        |      |
| Lehnhofsiedlung | Wohnhaus                                                                                 | 1950–1951                                      | Gildemeister, Eberhard | Am Lehnhof 10 | Lage Q41530384       | ED   | 1260        |      |
| Lehnhofsiedlung | Wohnhaus                                                                                 | 1957                                           | Gildemeister, Eberhard | Am Lehnhof 12 | Lage Q41530407       | ED   | 1262        |      |
| Lehnhofsiedlung | Wohnhaus                                                                                 | 1969–1971                                      | Gildemeister, Eberhard | Am Lehnhof 13 | Lage Q41530417       | ED   | 1263        |      |
| Wohnhaus | Privater Wohnungsbau                                                                     | 1956                                           | Gildemeister, Eberhard | Eichenhof 13 | Lage Q135450936      | BT   | 5649        |      |
| Haus Schwalbenklippe | Wohnhaus, Villa                                                                          | 1905 1931                                      | Wellermann, Friedrich / Frölich, Paul Roselius, Christian Ahlers, Heinrich                                                                  | Admiral-Brommy-Weg 5 | Lage Q32859381       | ED   | 1244        |      |
| St. Martini | Kirche, Kirche ev.-luth.                                                                 | um 1200 1736, 1778–1779                        | Diercks, Johann Roselius, Christian | An der Lesumer Kirche, Hindenburgstraße                                                                                        | Lage Q2316501        | ED   | 1268        |      |
| Haus Tannenberg, Landhaus Loose                                                                                              | Wohnhaus, Villa                                                                          | 1852 1861, 1952                                | Schröder, Alexander Benque, Wilhelm Heins, Johann Carl Wilhelm Rosenbusch, Theodor                                                          | Benbeckenstraße 19 | Lage Q41556983       | ED   | 1276        |      |
| Ev. Pfarrkirche Grambke | Kirche, Kirche ev.                                                                       | 1722 1864                                      | Rohde, Georg K. Oetken, Hermann | Grambker Kirchweg 6 Grambker Heerstraße, Hinter der Grambker Kirche                                                            | Lage Q15111772       | ED   | 1280        |      |
| Lesumer Apotheke | Apotheke, Chirurgische Praxis                                                            | 1845                                           | Lilienthal, Heinz | Hindenburgstraße 77 | Lage Q41557036       | ED   | 1283        |      |
| Villa Trost | Wohnhaus, Villa                                                                          | 1912                                           | Runge, Alfred / Scotland, Eduard | Lesmonastraße 3 | Lage Q41557065       | ED   | 1294        |      |
| Haus Lichtenegg | Wohnhaus, Villa                                                                          | 1844 1894                                      | | Lesmonastraße 66 | Lage Q41557092       | ED   | 1295        |      |
| Haus Mindeströmmen | Wohnhaus, Villa                                                                          | 1903 1929                                      | Wellermann, Friedrich / Frölich, Paul Leymann, Rudolph Roselius, Christian                                                                  | Lesmonastraße 70 | Lage Q41557112       | ED   | 1296        |      |
| Doktorhaus | Wohnhaus                                                                                 | um 1770                                        | | Lesumbroker Landstraße 110 | Lage Q41557141       | ED   | 1297        |      |
| Spiegelhof | Bauernhaus                                                                               | 1667                                           | | Lesumbroker Landstraße 220 | Lage Q41557174       | ED   | 1298        |      |
| Strom- und Wasserversorgungszentrale                                                                                         | Wasserwerk                                                                               | um 1902 1954                                   | | Meierhofstraße 2 | Lage Q41557206       | ED   | 1299        |      |
| Neue Moorlose Kirche | Kirche                                                                                   | 1846–1847                                      | Eggers, Anton Theodor | Mittelsbüren (35) | Lage Q1542040        | ED   | 1302        |      |
| Rauchs Landgut, Jugendgemeinschaftswerk e.V.                                                                                 | Wohnhaus, Landgut, Villa, Gärtnerhaus, Hofmeierhaus                                      | 1871                                           | Müller, Heinrich | Richthofenstraße 70 Heriwardstraße 15, 17                                                                                      | Lage Q41436789       | DG   | 1308        |      |
| Villa Rauch | Villa, Wohnhaus                                                                          | 1871                                           | Müller, Heinrich | Richthofenstraße 70 Heriwardstraße 15                                                                                          | Lage Q41557238       | ED   | 1509        |      |
| Rauchs Landgut, Gärtnerhaus                                                                                                  | Gärtnerhaus                                                                              | 1871                                           | Müller, Heinrich | Richthofenstraße 70 | Lage Q41557260       | BT   | 1511        |      |
| St. Magni Kirche | Kirche ev., Gemeindehaus                                                                 | 1967                                           | Gildemeister, Eberhard Boehringer-Gildemeister                                                                                              | Unter den Linden 24 | Lage Q18288301       | DG   | 1317        |      |
| St. Magni Kirche | Kirche, Kirche ev.                                                                       | 1967                                           | Gildemeister, Eberhard Boehringer-Gildemeister                                                                                              | Unter den Linden 24 | Lage Q41581648       | ED   | 1702        |      |
| St. Magni Kirche, Gemeindehaus                                                                                               | Gemeindehaus                                                                             | 1967                                           | Gildemeister, Eberhard | Unter den Linden 24 | Lage Q41581672       | ED   | 1703        |      |
| Villa Waldwiese, Villa Klosterkämper                                                                                         | Wohnhaus, Villa                                                                          | 1893                                           | | Am Lindenberg 18A, 18B | Lage Q21684970       | ED   | 1774        |      |
| Bäckerei und Gastwirtschaft Hincke                                                                                           | Bäckerei, Wohnhaus                                                                       | 1894                                           | | An der Lesumer Kirche 1 | Lage Q41581709       | ED   | 1904        |      |
| Haus Blumenkamp | Landsitz                                                                                 | 1864                                           | Roselius, Christian | Billungstraße 23 | Lage Q41581837       | ED   | 2092        |      |
| Landhaus Klusmann, Haus Meineck                                                                                              | Landhaus                                                                                 | um 1905                                        | | Marßel 36 | Lage Q41581873       | ED   | 2211        |      |
| Schule im Marsseler Feld, Schule Landskronastraße                                                                            | Schule                                                                                   | 1963–1964                                      | Richter, Rudi / Kläner, Willi Jäckel, Julius Kubica, Herbert Peters-Jonescu, Alice                                                          | Landskronastraße 46 | Lage Q41581918       | ED   | 2361        |      |
| Wohnhaus Schneiderstraße 1                                                                                                   | Wohnhaus, Villa                                                                          | 1906                                           | | Schneiderstraße 1 | Lage Q123138072      | ED   | 2363        |      |
| Amtsgericht Lesum | Amtsgericht                                                                              | 1854 1912–13 bzw. 1913–14?                     | Behrens, Johann Friedrich | Hindenburgstraße 32 | Lage Q133271561      | ED   | 2415        |      |
| Haus Hohekamp, Gut Hohekamp                                                                                                  | Landsitz, Landhaus, Hofmeierhaus, Parkanlage                                             | vor 1826 1826 1888 um 1850 1906 1913 1946 1966 | Runge, Alfred / Scotland, Eduard Roselius, Christian Blanke, Wilhelm Jürss, Hugo Köther, Hans                                               | Burger Heerstraße 20, 22 | Lage Q41437035       | DG   | 2423        |      |
| Haus Hohekamp | Landsitz, Landhaus                                                                       | vor 1826 1888 1906 1913                        | Runge, Alfred / Scotland, Eduard Blanke, Wilhelm                                                                                            | Burger Heerstraße 20 | Lage Q41582161       | ED   | 4963        |      |
| Gut Hohekamp, Hofmeierhaus                                                                                                   | Hofmeierhaus                                                                             | 1825 1949                                      | Köther, Hans | Burger Heerstraße 22 | Lage Q41582181       | BT   | 4964        |      |
| Gut Hohekamp, Parkanlage | Park                                                                                     | um 1840                                        | | Burger Heerstraße 20 | Lage Q41582211       | BT   | 4965        |      |
| Schöpfwerk Lesumbrok, Pumpenhaus, Dampfentwässerungsanstalt Lesumbrok, Abwässerungsanstalt Lesumbrok, Lesumbroker Sielgraben | Pumpenhaus, Dampfentwässerungsanstalt, Wasserschöpfwerk, Abwässerungsanstalt, Sielgraben | 1870–72                                        | Berg, Friedrich Rudolph Theodor | Lesumbroker Landstraße 122 | Lage Q41581977       | GA   | 2430        |      |
| Dampfentwässerungsanstalt Lesumbrok, Abwässerungsanstalt Lesumbrok                                                           | Dampfentwässerungsanstalt, Wasserschöpfwerk, Abwässerungsanstalt                         | 1870–72                                        | Berg, Friedrich Rudolph Theodor | Lesumbroker Landstraße 122 | Lage Q96379616       | ED   | 5402        |      |
| Raschens Werft | Werft, Wohnhaus                                                                          | um 1840                                        | | Admiral-Brommy-Weg 10, 11 | Lage Q41582099       | ED   | 2516        |      |

Anzahl der Objekte in Burglesum: 60, davon mit Bild: 45 (75 %).